# Marcin z Baworowa
Marcin z Baworowa herbu Prus II – dworzanin cesarza Zygmunta Luksemburskiego, poseł cesarza do Władysława III Warneńczyka i Świdrygiełły w 1435 roku.